# Harold Fischer
Harold E. Fischer junior (ur. 8 maja 1925, zm. 30 kwietnia 2009 w Las Vegas) – amerykański pilot wojskowy, as myśliwski w wojnie koreańskiej (dziesięć zwycięstw powietrznych).

## Życiorys
W 1944 roku Fischer zaciągnął się do marynarki wojennej, ale wskutek zakończenia działań wojennych został zdemobilizowany, nim wziął udział w walce. Kilka lat później wstąpił do piechoty, a następnie przeniósł się do wojsk lotniczych.
Od wiosny 1951 roku brał udział w wojnie koreańskiej, początkowo latając na uderzeniowych F-80 Shooting Starach, a później na myśliwskich F-86 Sabre’ach. Pierwsze zwycięstwo powietrzne odniósł 26 listopada 1952 roku (zestrzelił MiG-a-15). 24 stycznia roku następnego zapisał sobie na konto piąte zwycięstwo, dające symboliczny tytuł asa. Do 21 marca strącił w sumie dziesięć MiG-ów-15 (w tym 16 lutego dwa jednego dnia).
7 kwietnia 1953 roku Fischer sam padł ofiarą MiG-a-15. Zestrzelił go najprawdopodobniej chiński pilot Han Decai (Han i Fischer spotkali się twarzą w twarz ponad czterdzieści lat później). Fischer katapultował się i wylądował ze spadochronem na północnym brzegu Jalu. Wkrótce został pojmany przez Chińczyków. Mimo że wojna dobiegła końca niedługo później, Fischera trzymano w więzieniu aż do maja 1955 roku. Przetrzymywano go w bardzo trudnych warunkach, a po nieudanej próbie ucieczki – także torturowano.
24 maja Fischer razem z trzema innymi amerykańskimi pilotami więzionymi w Chinach stanął przed sądem w Pekinie. Wszystkich uznano za winnych naruszenia przestrzeni powietrznej Chin i użycia broni biologicznej i deportowano do Hongkongu, skąd wrócili do ojczyzny. Dwa miesiące później Fischer wrócił do służby czynnej.
W późniejszym okresie brał udział w wojnie wietnamskiej. Odszedł z wojska w stopniu pułkownika w 1978 roku. Wśród jego odznaczeń znajdują się Srebrna Gwiazda, Zaszczytny Krzyż Lotniczy i Krzyż za Wybitną Służbę.
Miał trzy żony (z każdą się rozwiódł), trzech synów, dwie córki i pięcioro wnuków. Zmarł 30 kwietnia 2009 roku w Las Vegas.